# Harpagoxenus sublaevis
Harpagoxenus sublaevis é uma espécie de formiga da família Formicidae.
Pode ser encontrada na Áustria, França, Alemanha, Itália e Suíça.